# Elma (antiubåtsgranatkastare)

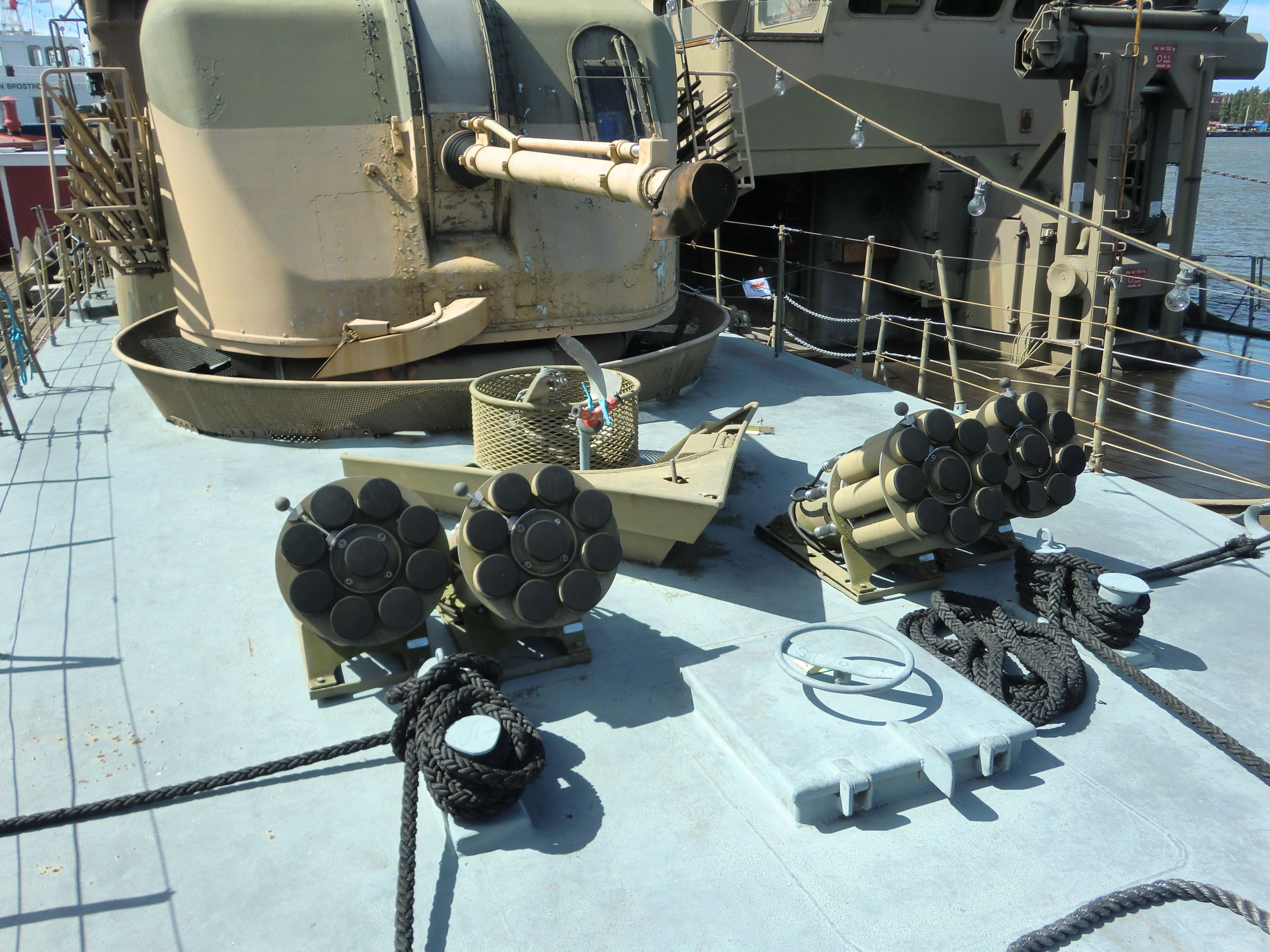
Frontvy av antiubåtsgranatkastare Elma LLS-920 monterad på backen på patrullbåten HMS Hugin

Elma var ursprungligen en liten antiubåtsgranatkastare, konstruerad som incidentvapen för att med en riktad sprängladdning göra ett litet hål i skrovet på en ubåt och därigenom tvinga upp den till ytan.

## Varianter

### Elma LLS-920
Svenska marinen var under början av 1980-talet inblandad i ett antal ubåtsjakter, där man enligt IKFN-förordningens regler skulle tvinga upp en kränkande ubåt till ytan. Samtidigt fanns bara sänkande vapen till exempel sjunkbomber tillgängligt, vilket medförde ett behov av att snabbt ta fram incidentvapen som bara skadade ubåtar.

Saab Bofors Dynamics  utvecklade med början 1983 granatkastarsystemet Elma LLS-920, som för att minska utvecklingstiden var en variant av pansarvärnsvapnet Carl Gustafs ammunition med riktad sprängverkan (RSV).

Granaten Elma M/83 vägde 4,2 kg, och avfyrades vanligtvis med 4 st LLS-920 granatkastare med 9 st eldrör vardera, monterade i 30 graders vinkel mot fartygsdäcket. En full salva på 36 Elma-granater kastades cirka 250–300 meter och täckte en yta på cirka 80 x 100 meter.

Då en ubåt har 2 st skrov, ett yttre formskrov som ger droppform, och ett inre tryckskrov, var avsikten att med Elmas riktade sprängladdning slå ett hål, stort som en enkrona, genom båda skroven. Skadan sänker inte ubåten, men den tvingas inta ytläge om inte läckan snabbt tätas.

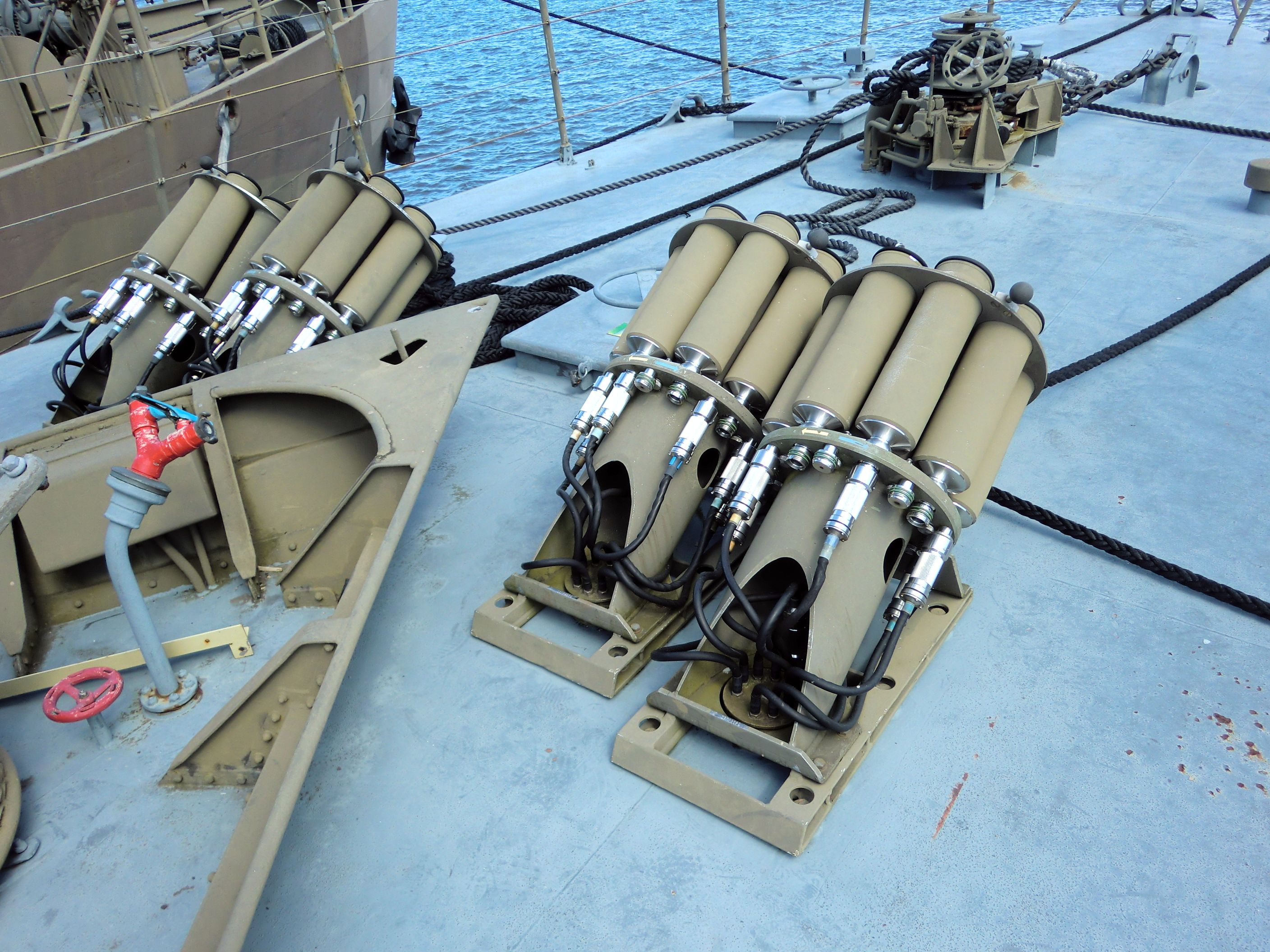
Vy bakifrån av antiubåtsgranatkastare Elma LLS-920 med några kastare oanslutna

Vapensystemet började tas i drift på örlogsfartyg 1984, och i januari 1985 modifierades systemet för att kunna användas i så grunda vatten som 10 meter. Senare modifiering osäkrar granaten redan vid vattenytan.

Vid ubåtsjakt i Hävringebukten utanför Oxelösund 2-5 juni 1988 användes totalt 84 Elma-granater och 60 sjunkbomber, varav 36 Elma-granater och 32 sjunkbomber vid samma anfall - det veterligen mest massiva ubåtsjaktanfall som gjorts i fredstid i Sverige.
 
År 1990 blev Finland det första landet förutom Sverige att köpa vapensystemet, till robotbåtar i Rauma-klass.

### ASW-600
Då en politisk vilja fanns i början på 1990-talet att förbättra den svenska ubåtsjaktförmågan, uppgraderades Elma M/83 granaten till nya 5,7 kg tunga och något längre M/90 i ett projekt, lett av FOA, med Saab Bofors Dynamics och Mipro AB, som avsevärt förbättrade granatens genomträngningsförmåga och hålstorlek, och där också det engelska företaget Pains Wessex  kom att bidra. M/90-granaten kunde nu vid träff även sänka en ubåt. Kastvidden förbättrades från 350 till cirka 450 meter. Det nya systemet som togs i drift 1993 kallades Elma ASW-600, där ASW står för Anti-Submarine Warfare. Även en landbaserad version av vapnet togs fram, för att skydda hamnar och trånga sund. 

### ASW-601
År 1994 introducerades nästa steg i vapensystemets utveckling. Granatkastarna är nu monterade 2x9 på en rörlig plattform och kan justeras automatiskt beroende på måldata från till exempel sonar. Förutom den vanliga Elma M/90-granaten, kan motmedel med till exempel IR-facklor eller metallremsor avfyras med systemet. Tester genomfördes under 1995 på patrullbåten HMS Styrbjörn (P163). Förutom kustkorvetter i Göteborg-klass är även minröjningsfartyg i Landsort-klass, och finska Hamina-klass robotbåtar utrustade med ASW-601.

### ASW-604
En helikopterburen variant av ASW-601 som introducerades vid samma tid. M/90-granaterna har här större stabiliserande fenor, och granatkastarna är monterade i 2 st paket med 20 rör vardera, monterade på var sida om helikoptern.

### EWS-900E
När granatkastarna har som huvudsaklig uppgift att avfyra motmedel mot radar- och IR-målsökare, betecknas systemet EWS-900E.

### Alecto
Ett vapensystem som i mitten på 1990-talet började utvecklades för Visby-klass korvett, för ubåtsjakt och avfyrning av motmedel mot torpeder och sjömålsrobotar. Alecto-systemet består av en 6-eldrörs rörlig avfyrningsplattform, som avfyrar raketdrivna cirka 15 kg tunga granater, benämnda KAS-2000, med aktiv målsökare. Kastlängden för granaterna blir drygt 1000 meter, och landning i vattnet sker med fallskärm.  På grund av minskade anslag avbeställdes Alecto-systemet till Visby-klass-korvetterna 2007 och utvecklingen av vapensystemet stoppades. 